# Wola Serocka
Wola Serocka – wieś w Polsce położona w województwie mazowieckim, w powiecie siedleckim, w gminie Wodynie. Ma status sołectwa.
| SIMC    | Nazwa                | Rodzaj    |
| ------- | -------------------- | --------- |
| 0694994 | Kolonia Wola Serocka | część wsi |

Wierni Kościoła rzymskokatolickiego należą do parafii Świętych Apostołów Piotra i Pawła w Wodyniach.
Wieś szlachecka położona była w drugiej połowie XVI wieku w powiecie garwolińskim  ziemi czerskiej województwa mazowieckiego. W latach 1975–1998 miejscowość administracyjnie należała do województwa siedleckiego.